# Шиманьская, Беата
Беата Шиманьская (пол. Beata Szymańska; 29 января 1938, Пулавы — 4 июля 2025) — польский историк философии, писательница и поэтесса.

## Биография
Окончила философский факультет Ягеллонского университета. В 1977 году получила степень доктора философии, а в 1985 — титул хабилитированного доктора за труд по философии польского модернизма. Как писательница дебютировала на страницах печати в 1961 году. Работала научным сотрудником в Институте философии Ягеллонского университета. Занимается также переводом произведений поэзии.
Скончалась 4 июля 2025 года. Похоронена на Раковицком кладбище.

## Сочинения

### Книги
- Sny o porządku
- Sztychy reńskie
- Trzciny
- Immanuel Kant
- Poeta i nieznane
- Co to jest struktualizm
- Wiersze
- Berkeley znany i nieznany
- Przeżycia i uczucia jako wartości filozofii polskiego modernizmu
- Filozofia Wschodu, praca zbiorowa pod red. Beaty Szymańskiej, 2001.
- Słodkich snów Europo, 2005.
- Chiński buddyzm chan, 2009.

### Статьи
- Szymańska, B. Buddyjska etyka współczucia i etyka "wspólodczuwania" Maxa Schelera (пол.) = Буддийская этика сочувствия и этика «сопереживания» Макса Шелера // Studia filoz.. — W-wa, 1990. — Nr 2—3. — S. 141—150.
- Szymańska, Beata. Milczenie jako przedmiot wypowiedzi // Przegląd filoz. N.S.. — W-wa, 1998. — Вып. 7, № 3. — С. 79—88.